# Skällträsket (Sorsele socken, Lappland, 725013-156056)
Skällträsket är en sjö i Sorsele kommun i Lappland och ingår i Umeälvens huvudavrinningsområde.